# Spengla (přítok Strėvy)
Spengla je řeka 2. řádu uprostřed Litvy v okresech Kaišiadorys (menší část horního toku) a Elektrėnai. Dolní tok od jezera Audėjas se nazývá Audėja. Řeka Spengla vytéká z rybníka u vsi Butkai v okrese Kaišiadorys. Teče zpočátku směrem severním, u vsi Klėriškės protéká dvěma rybníky, v lese Kaukinės miškas se stáčí k východu, u vsi Kaukinė protéká dalším rybníčkem směrem severním a zanedlouho se stáčí opět k východu. Po průtoku jezerem Audėjas mění název na Audėja a pokračuje k severu, u vsi Kareivonys protéká soustavou rybníků, z nichž první se nazývá Kareivonių tvenkinys, vzápětí u vsi Naujosios Kietaviškės protéká dalším jezerem a u části téže vsi jménem Senosios Kietaviškės se vlévá do řeky Strėva jako její levý přítok 37,3 km od jejího ústí do Němenu.

## Přítoky
- Levé: několik nevýznamných přítoků, mezi nimi Krokva

- Pravé:

| Hydrologické pořadí | Řeka     | Délka (km) | Povodí (km²) | Vzdálenost od ústí (km) | Ústí kde | Koordináty ústí                  |
| ------------------- | -------- | ---------- | ------------ | ----------------------- | -------- | -------------------------------- |
| 10011395            | Juodupis | 6,4        | 17,9         | 6,4                     | Lingiai  | 54°43′21″ s. š., 24°31′35″ v. d. |
| 10011397            | S - 2    | 4,6        | 11,4         | 3,6                     |          |                                  |

několik dalších nevýznamných přítoků